# Relaciones Colombia-San Vicente y las Granadinas
Las relaciones Colombia-San Vicente y las Granadinas son las relaciones diplomáticas entre la República de Colombia y San Vicente y las Granadinas. Ambos gobiernos mantienen una relación amistosa desde finales del siglo XX.

## Historia
Ambos gobiernos establecieron relaciones diplomáticas en 1981. El 15 de enero de 2019 el canciller colombiano Carlos Holmes Trujillo se reunió con el primer ministro de San Vicente y las Granadinas y en mayo de 2020 se realizó una reunión virtual entre ambas embajadas para discutir el desminado humanitario.

## Representación diplomática
- Colombia usa su embajada en Puerto España como embajada concurrente en San Vicente y las Granadinas.
- San Vicente y las Granadinas usa su embajada en Caracas como embajada concurrente en Colombia.